# Parc national des montagnes du Tumucumaque
Le parc national des montagnes du Tumucumaque est un parc national dans l'état de Amapá au Brésil. Il a une superficie de 38 874 km2 soit une superficie proche de celle de la Suisse, ce qui en fait le plus grand parc national du Brésil et le plus grand protégeant la forêt tropicale au monde. Il a été créé le 23 août 2002 .

## Caractéristiques
Son nom provient des monts Tumuc-Humac, une chaîne montagneuse qui s'est révélé inexistante. Le parc couvre 26 % de la surface de l'État de l'Amapa. Il est bordé au nord par la Guyane française et le Surinam. Le parc national a une continuité avec le parc amazonien de Guyane situé en Guyane française. La région est inhabitée.
La partie brésilienne du plateau des Guyanes a une superficie d’environ 1 million de km², répartie dans les États de l’Amapá, du Pará, de l’Amazonas et du Roraima. Les montagnes de Tumucumaque, avec une aire protégée couvrant près de 4 % du total de cette région, contribuent de manière significative à sa préservation. La région dans laquelle se trouve le parc est d’une extrême importance biologique car elle contient la partie de la forêt tropicale qui est considérée comme la moins touchée qui existe, étant ainsi l’un des rares endroits au monde où des stratégies de conservation et de développement durable peuvent être adoptées sans qu’il soit nécessaire de remédier aux impacts causés par des activités inappropriées antérieures.
Le point culminant de l’État brésilien d’Amapá s’y trouve, atteignant 701 mètres.

## Faune
Tumucumaque possède une faune exubérante : la plupart de ses espèces animales, principalement les poissons et les oiseaux aquatiques, ne se trouvent nulle part ailleurs au monde. C’est un habitat pour les grands carnivores comme le jaguar et le puma, les primates, les tortues aquatiques et les harpies féroces jusqu'aux colibris multicolores. Parmi les primates, on trouve le singe écureuil et le singe capucin. Le grand fourmilier et la loutre géante y vivent. 

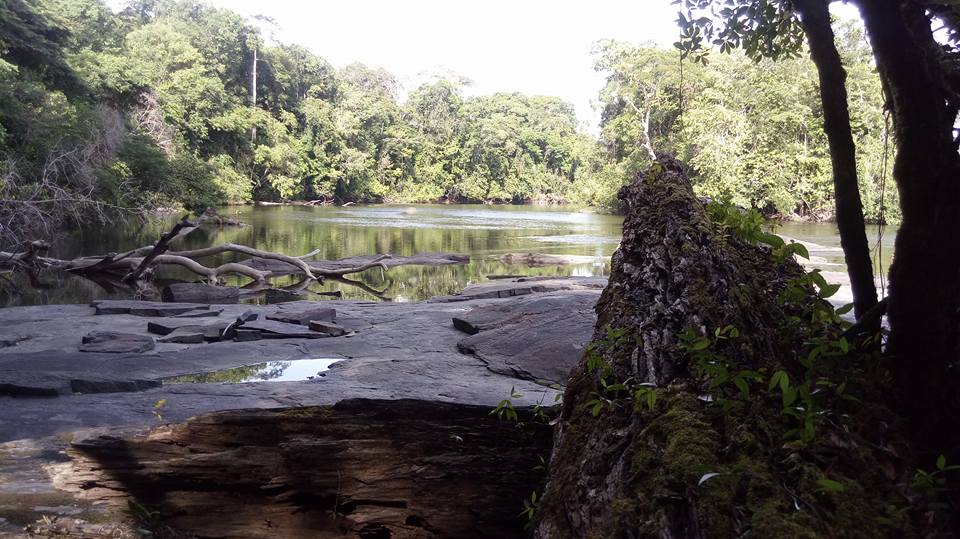
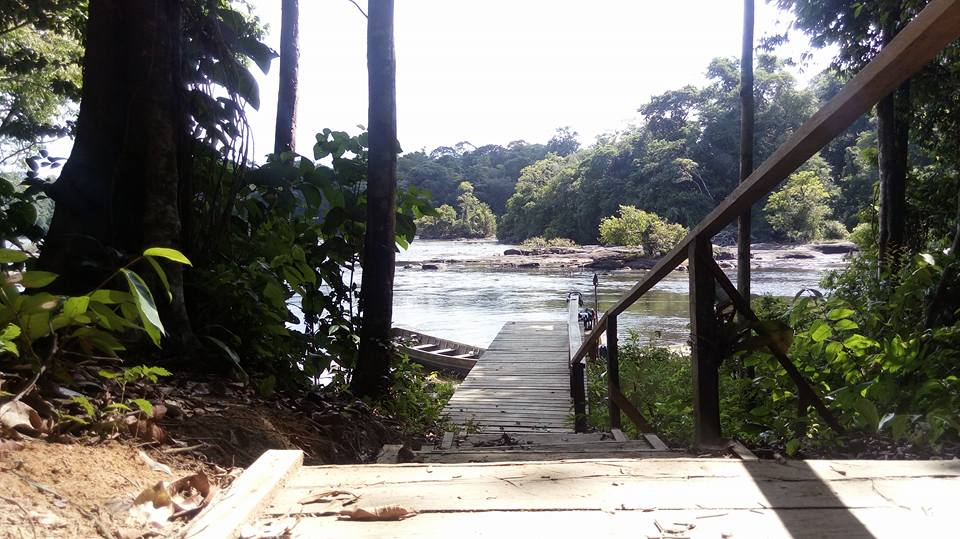
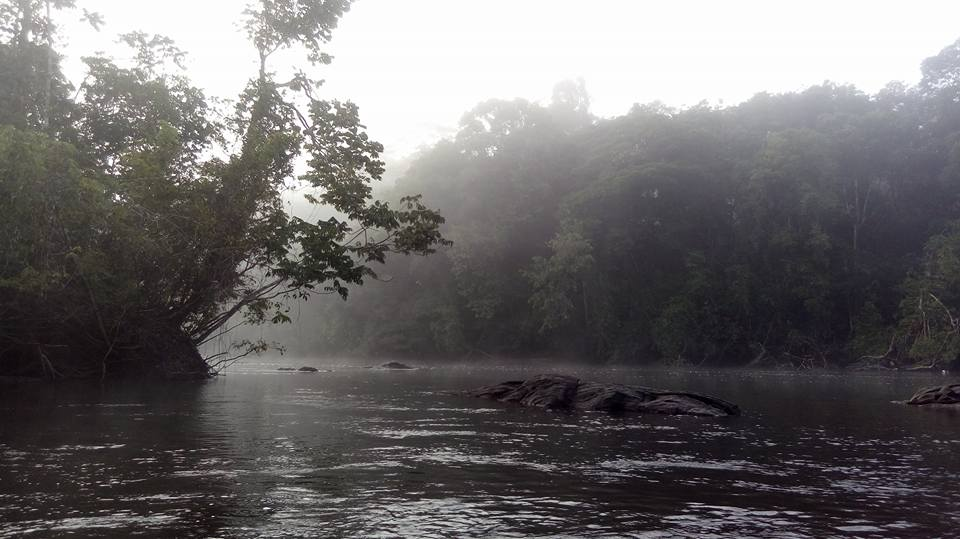